# Xanthopimpla calva
Xanthopimpla calva är en stekelart som beskrevs av Henry Keith Townes, Jr. och Chiu 1970. Xanthopimpla calva ingår i släktet Xanthopimpla och familjen brokparasitsteklar.

## Underarter
Arten delas in i följande underarter:
- X. c. periscelis
- X. c. calcis
- X. c. sexcincta